# Convento de São Francisco (Faro)
O antigo Convento de São Francisco, também referido como Igreja e Convento da Ordem Terceira de São Francisco, é um edifício histórico de Faro, situado no Largo de São Francisco, ao lado da Igreja de São Francisco.
A Igreja da Ordem Terceira de São Francisco encontra-se classificada como Imóvel de Interesse Público desde 2012.
O antigo convento foi edificado em 1529 pelos frades Capuchos da Província da Piedade, tendo estes sido substituídos posteriormente pelos Observantes da Província de Portugal. D. Branca de Vilhena e o seu filho, Nuno Rodrigues Barreto, Alcaide de Faro, cedem o terreno e patrocinam a construção do convento.
O edifício foi saqueado e incendiado pelas tropas inglesas nos finais do século XVI e mais tarde, totalmente destruído pelo terramoto de 1755. Com a expulsão das ordens religiosas promovida pelo triunfo do Liberalismo foi entregue às Forças Armadas, tendo nele funcionado o Regimento de Infantaria de Faro, nas últimas décadas do século XX.
Actualmente, o antigo convento alberga as instalações da Escola de Hotelaria e Turismo do Algarve.

## Fonte
Lameira, Francisco I. C. Faro Edificações Notáveis. Edição da Câmara Municipal de Faro, 1995.